# اوا بوتو
اوا بوتو (به انگلیسی: Eva Boto) (زاده ۱ دسامبر ۱۹۹۵) خواننده اسلوونیایی است.
او در مسابقه آواز یوروویژن ۲۰۱۲ نماینده اسلوونی بود.